# Berlin Brandenburgs flygplats
Berlin Brandenburgs flygplats, med namntillägget Willy Brandt, (tyska: Flughafen Berlin Brandenburg “Willy Brandt“, IATA-kod: BER) är Berlins nya internationella flygplats som är i drift sedan 31 oktober 2020. BER-flygplatsen ersätter flygplatserna Tegel och Tempelhof (nedlagd 2008). En del av den nya flygplatsen skulle först utgöras av den tidigare flygplatsen Berlin-Schönefeld som blev terminal 5 på den nya flygplatsen, men i november 2022 bestämdes det att även Schönefeld skulle läggas ner.
Sedan 2012 har flygplatsen utvändigt stått färdig, men på grund av tid att få terminalbyggnaden brandskyddsgodkänd och driftsklar har invigningen flera gånger uppskjutits. Flygplatsen öppnades slutligen med en enklare invigningsceremoni den 31 oktober 2020.

## Planering och byggande
Prisade stjärnarkitektfirman Gerkan, Marg und Partner designade flygplatsen.

### Ofta ändrade tidsplaner
Det planerade officiella öppningsdatumet som först var 30 oktober 2011, sedan 3 juni 2012  kunde inte hållas, då man 8 maj 2012, tre veckor före flygplatsens planerade öppnande, meddelade att man tvingats ställa in invigningen och skjuta upp trafikstarten. Som skäl angavs att flygplatsens brandskyddsanläggning inte var klar att tas i drift. Förseningarna visade sig dock allvarligare än vad som först blev känt, och även kring andra delar av terminalbygget rådde oklarhet kring om systemen skulle bli klara att tas i drift. Brandskyddets rökutsug har byggts med tunnlar under flygplatsen, inte med skorstenar som brukligt, något som inte provats förr på en så stor byggnad, och som inte fungerat bra. Flygplatsbolagets styrelseordförande, Berlins regerande borgmästare Klaus Wowereit meddelande därför på en presskonferens den 17 maj 2012, att flygplatsen skulle öppna först den 17 mars 2013. Förseningen påverkade framförallt flygbolaget Air Berlin negativt, då detta, som enda flygbolag med sitt huvudnav i Berlin, planerat utöka sin verksamhet i samband med flytten från flygplatsen Tegel till BER. Även Lufthansas planerade utökade trafik från Berlin påverkades. Öppningsdatumet flyttades återigen, efter en noggrannare granskning av byggproblemen, till 27 oktober 2013. I januari 2013 hade öppningen förskjutits till 2014. I början av 2014 var bilden att ombyggnader som skulle ta mer än ett år behövde göras men var inte påbörjade, och en del talade om öppning år 2016. Som en följd av skandalerna kring bygget meddelade borgmästaren Klaus Wowereit att han lämnade sin ordförandepost för flygplatsbolaget. Sena uppskjutanden, ett tillfälle bara tre veckor före planerad invigning har orsakat stora extra kostnader, till exempel att personal anställts som måste sägas upp. I november 2014 meddelade flygplatschefen Hartmut Mehdorn att flygplatsen troligen skulle öppna först 2018. I slutet av 2016 nämndes en öppning under andra halvan av 2017, men i december 2017 meddelades att idrifttagande blir i oktober 2020.
I oktober 2017 upphörde Air Berlin med sina flygningar på grund av konkurs, och därmed förlorade Berlin det enda större flygbolag som använt Tegel som sitt huvudnav, samtidigt som Lufthansa och andra aktörer utökade sin trafik. Som en följd av detta är flygplatsens framtida roll i förhållande till Frankfurt och München i hög grad avhängig av Lufthansas strategiska beslut. Flygplatsen används som avskräckande exempel på vad som kan hända om man inte uppfyller regelverken i stora byggen, alltså att man kan behöva mer eller mindre riva och bygga om.

### Platsval
Flygplatsens placering söder om nuvarande Schönefeld flygplats blev platsvalet framför de andra alternativen Sperenberg (cirka 50 km sydöst om Berlins centrum) och Jüterbog-Ost. På ett tidigare stadium var även Stendal, Parchim, Neuhardenberg, Finow (Eberswalde), Cottbus-Drewitz och Brandenburg-Briest förslag. När alternativen ställdes mot varandra 1994 sågs Sperenberg och Schönefeld som de bästa förslagen och båda hade sina anhängare och motståndare. 2002 röstade de Gröna, SPD och PDS igenom valet av Schönefeld som plats för den nya flygplatsen. Fördelen med Schönefeld ansågs vara kortare avstånd till Berlin centrum och redan utbyggda område, medan Sperenberg hade fördelen bland annat med färre boende som skulle påverkas av buller, men nackdelen med avståndet och ianspråktagandet av landsbygdens natur.

### Namngivning
Den 11 december 2009 beslutade flygplatsbolagets styrelse att namnge flygplatsen efter den tidigare förbundskanslern Willy Brandt. Namnet kommer ej att ersätta det officiella namnet Flughafen Berlin Brandenburg, utan fungera som ett tilläggsnamn bredvid det officiella. Flygplatsen gick länge under namnet Berlin Brandenburg International med förkortningen BBI. Det visade sig att flygplatsen i Bhubaneswar redan hade IATA-koden BBI varpå flygplatsen fick namnet Flughafen Berlin Brandenburg och övertar förkortningen BER. Förkortningen avsåg ett tag alla Berlins flygplatser ihop, vilket var praktiskt vid biljettsökning. Detta var innan flygplatsen Tegel lades ner samt Schönefeld blev Terminal 5 på Berlin Brandenburgs flygplats.

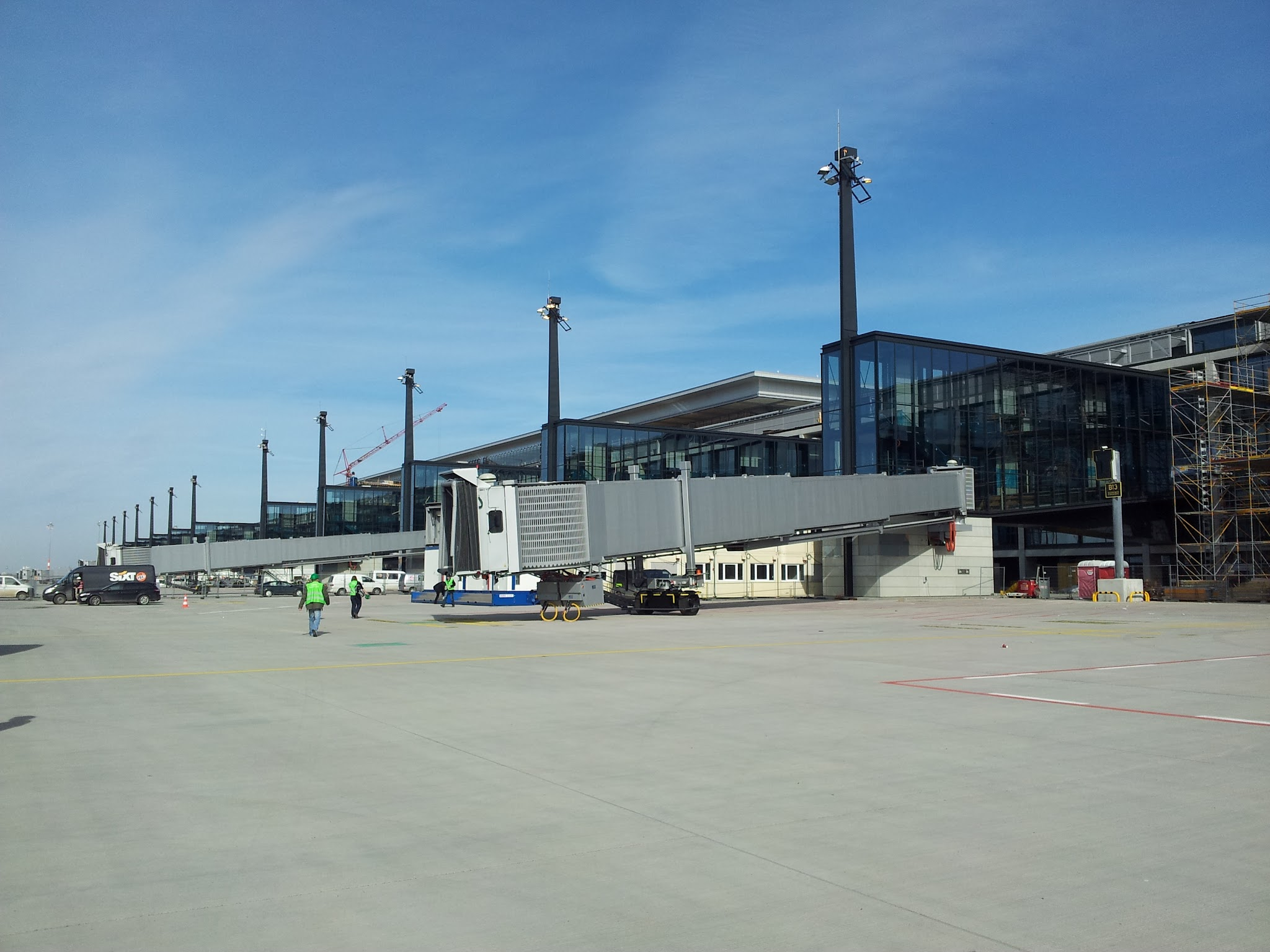
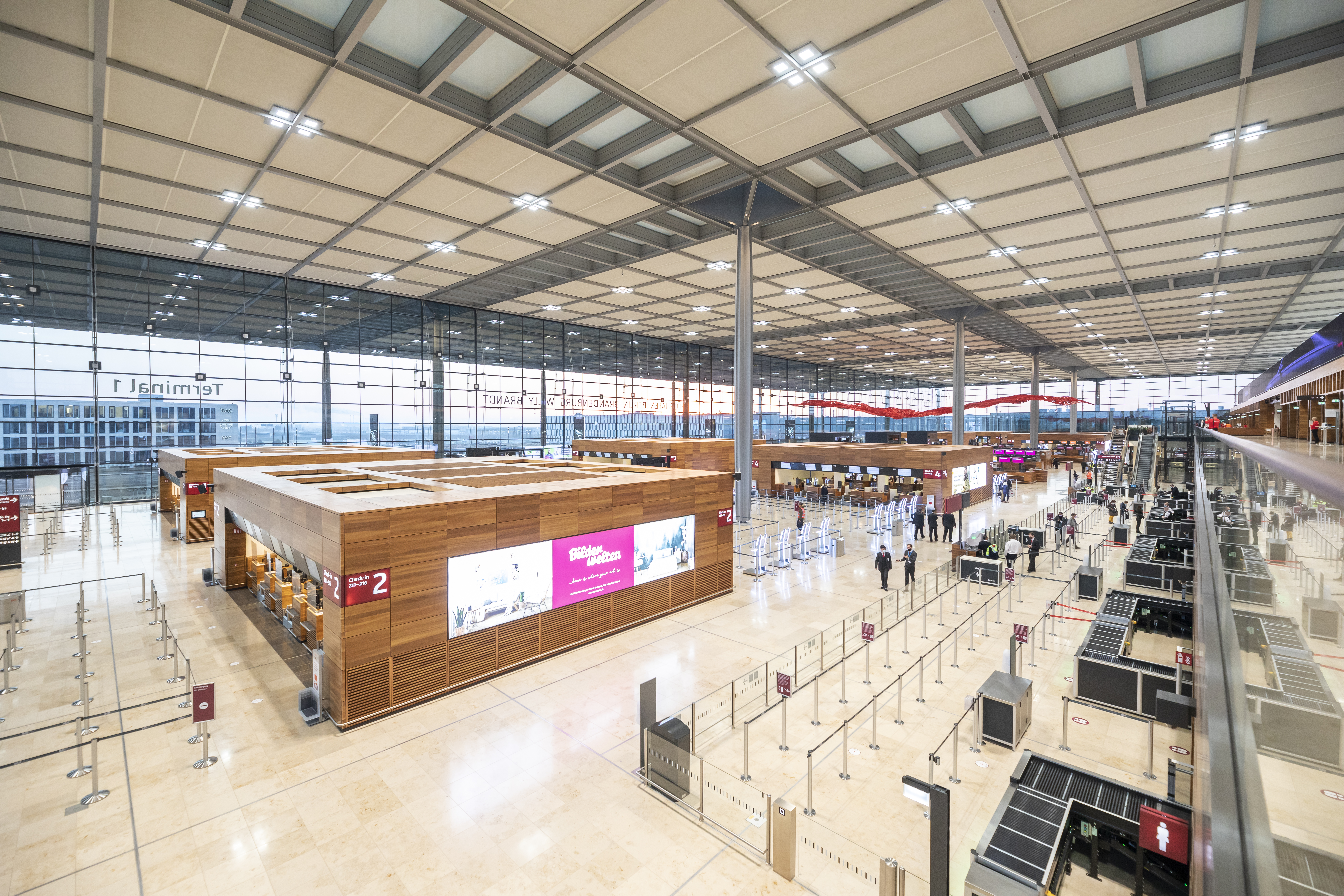
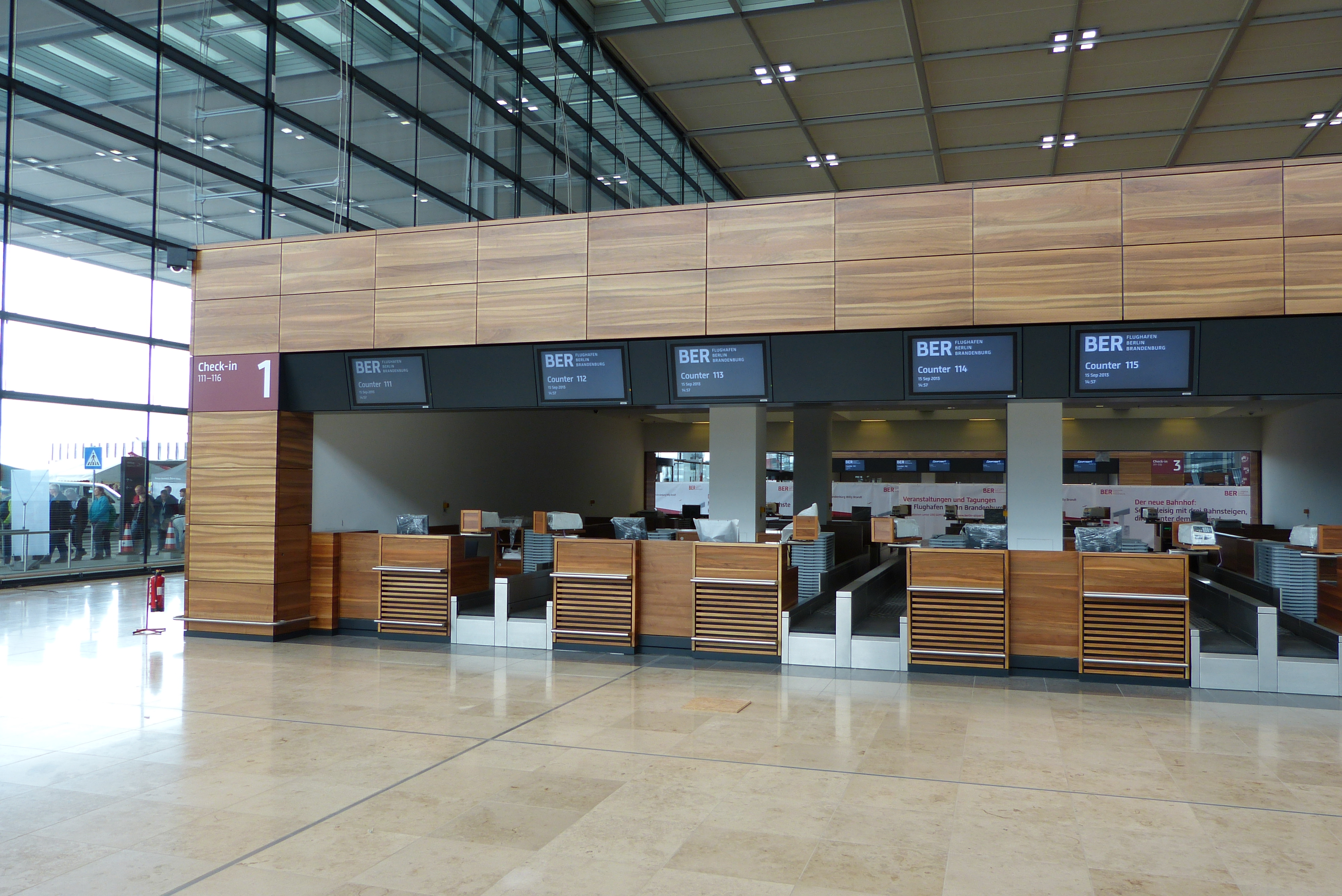
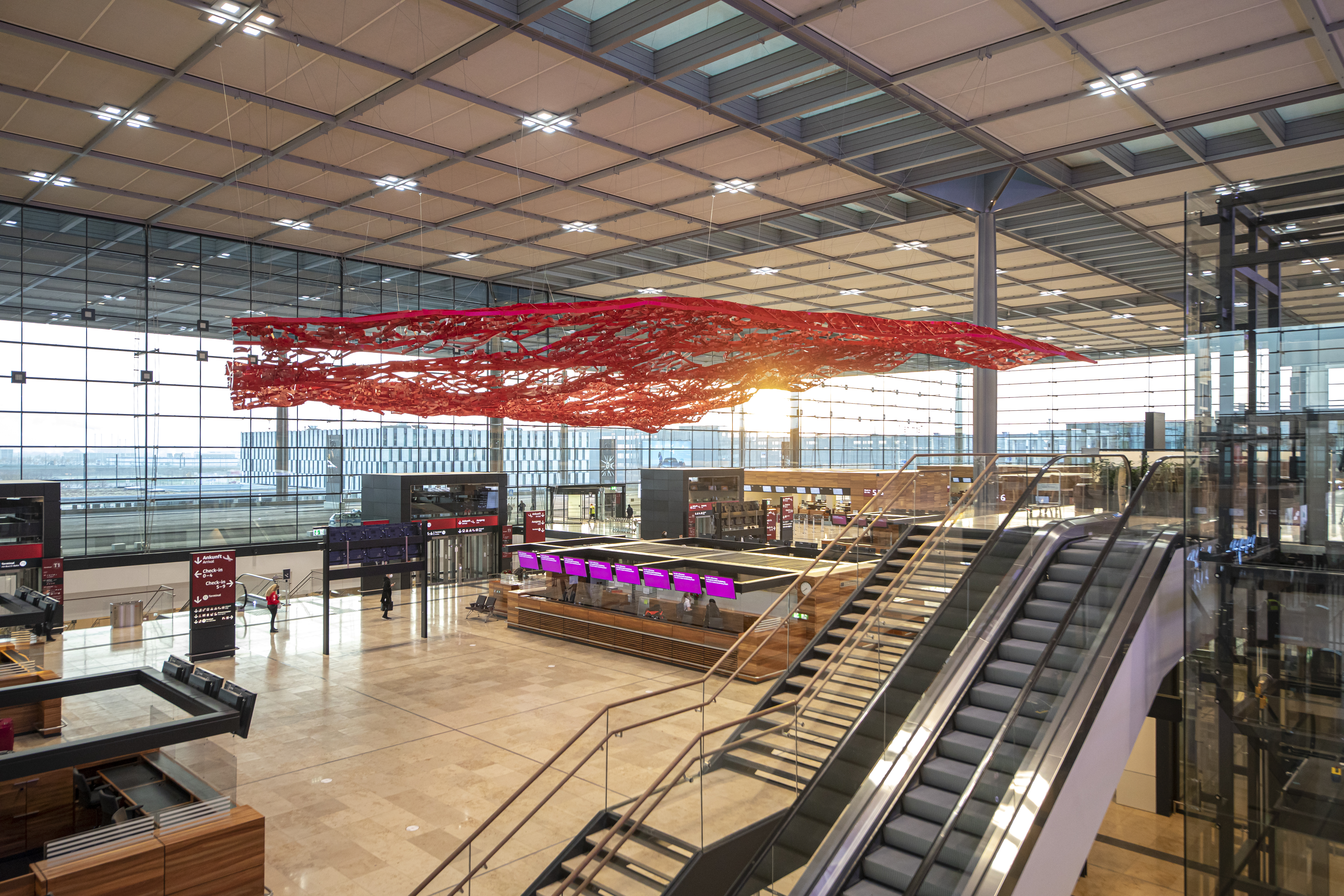

### Företagspark
Området kring flygplatsen är reserverad som kommersiellt område. Enligt planerna ska det byggas företag, parkeringshus, kontor, kommersiella byggnader samt industrier. Hösten 2006 började man bygga upp kontor, restauranger samt butiker vid terminalbyggnaden på en yta av ca 16 hektar. Norr om flygplatsen planeras Business Park Berlin att ligga som kommer att omfatta cirka 109 hektar kommersiella samt industriella byggnader. 

### Terminaler
Det finns tre terminaler.

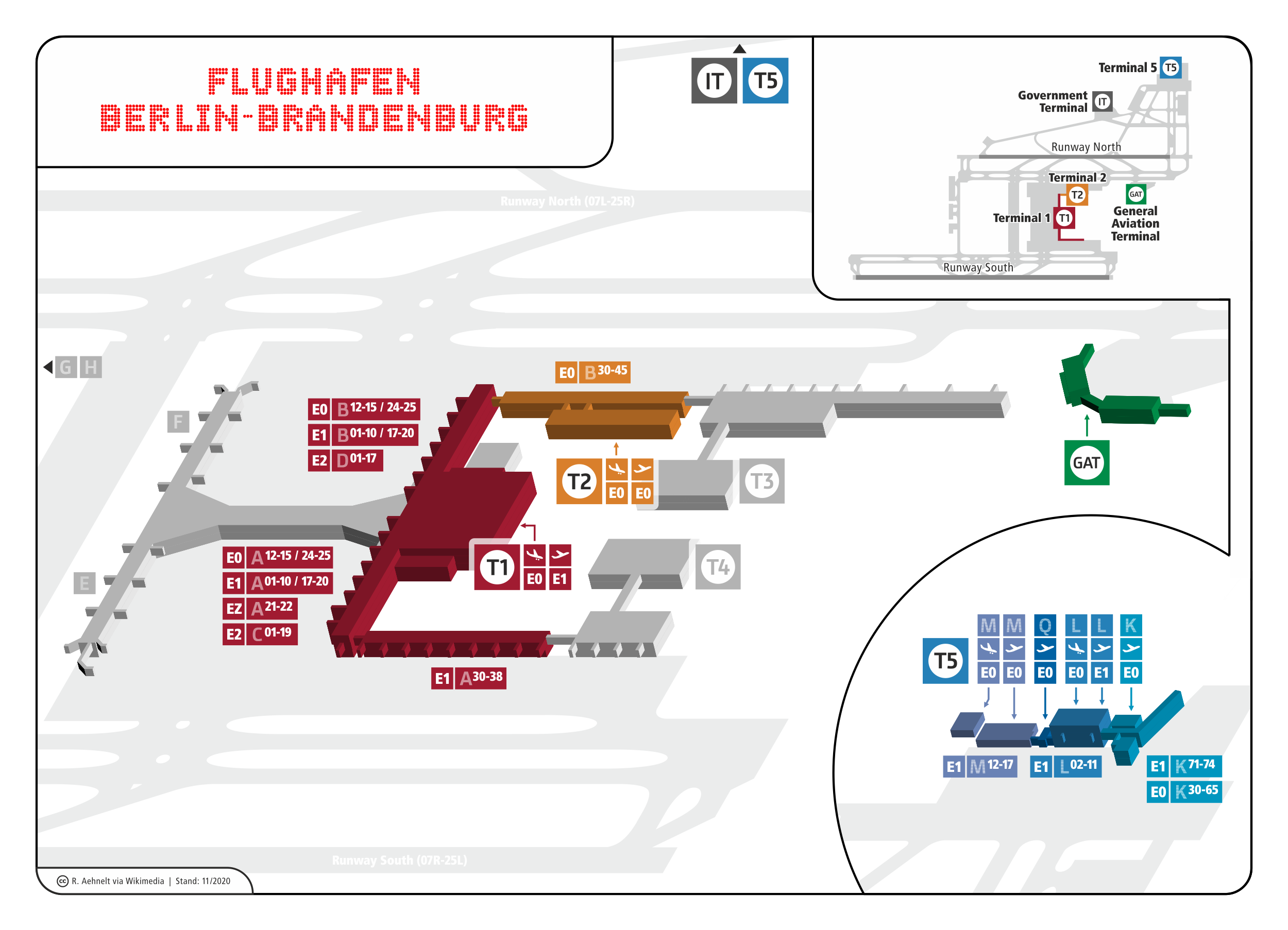
Terminal 1 och 2

- Terminal 1 är den nya huvudterminalen och den är uppdelad i de fyra delarna A, B, C och D. Den ligger mellan de två startbanorna så att plan inte behöver korsa någon bana för att komma till en annan bana. Det var denna terminal som inte byggdes enligt reglerna och orsakade den stora förseningen.
- Terminal 2 är en mindre och enklare terminal tänkt för lågprisflyg. Den ligger nära Terminal 1 och var beslutad senare men blev klar till invigningen 2020, men öppnas inte förrän efter coronapandemin.
- Terminal 5 var först den gamla Schönefelds terminal. Den skulle fortsätta att användas av lågprisbolag och turistcharter och hade fyra delar som bytt namn till K, L, M, och Q. November 2022 stängdes den gamla flygplatsen för gott.

### Kommunikationer
En järnvägsstation under flygplatsen Flughafen BER innehåller sex spår för bland annat S-Bahn (pendeltåg), regionaltåg och fjärrtåg. Tåg trafikerar till centrala staden och Alexanderplatz, Berlin Hauptbahnhof samt Zoologischer Garten (västra Berlins järnvägscentral) dygnet runt. FEX (Flughafen Express) går snabbast till centrala staden.

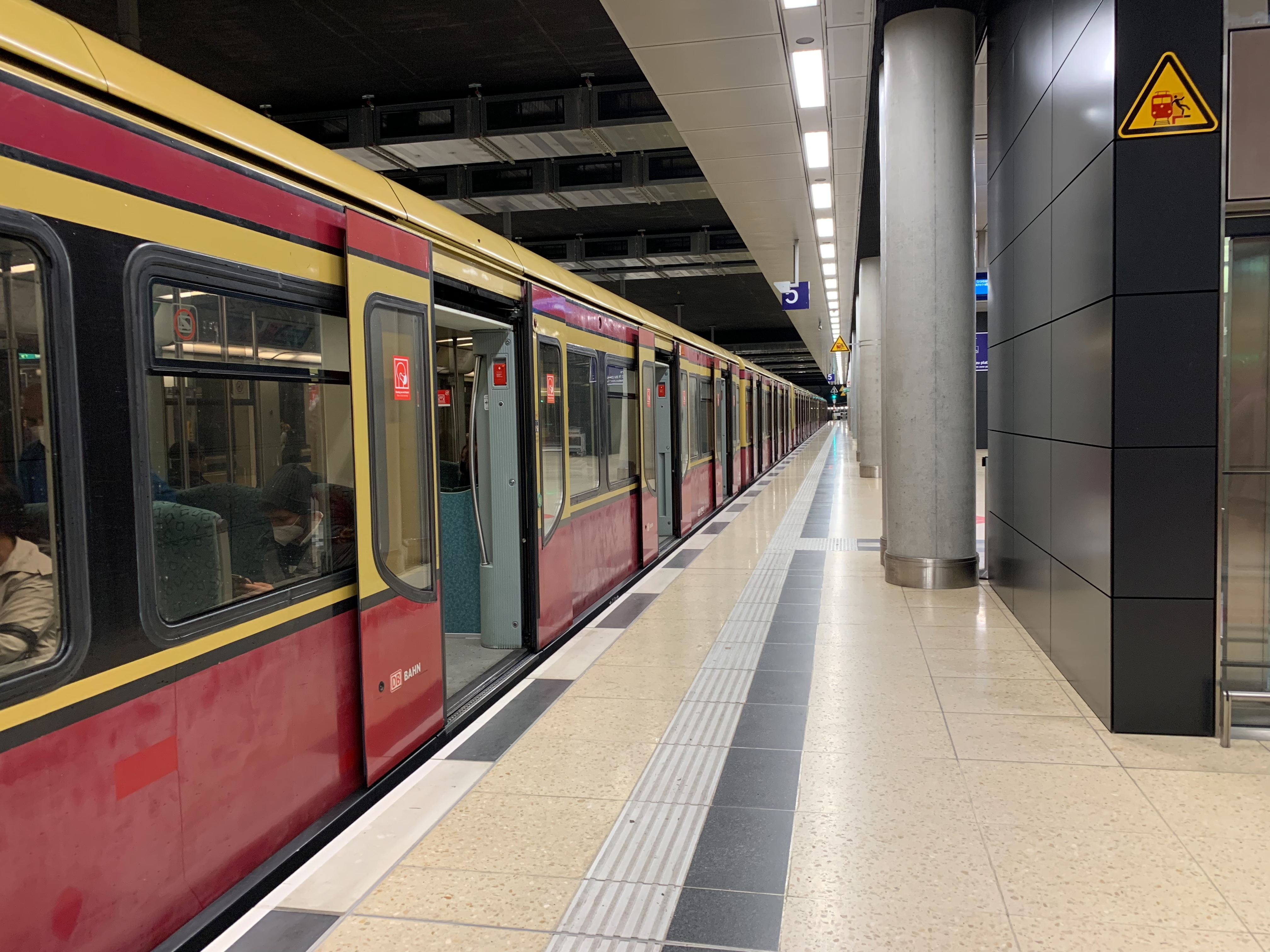
S-Bahn (pendeltåg)
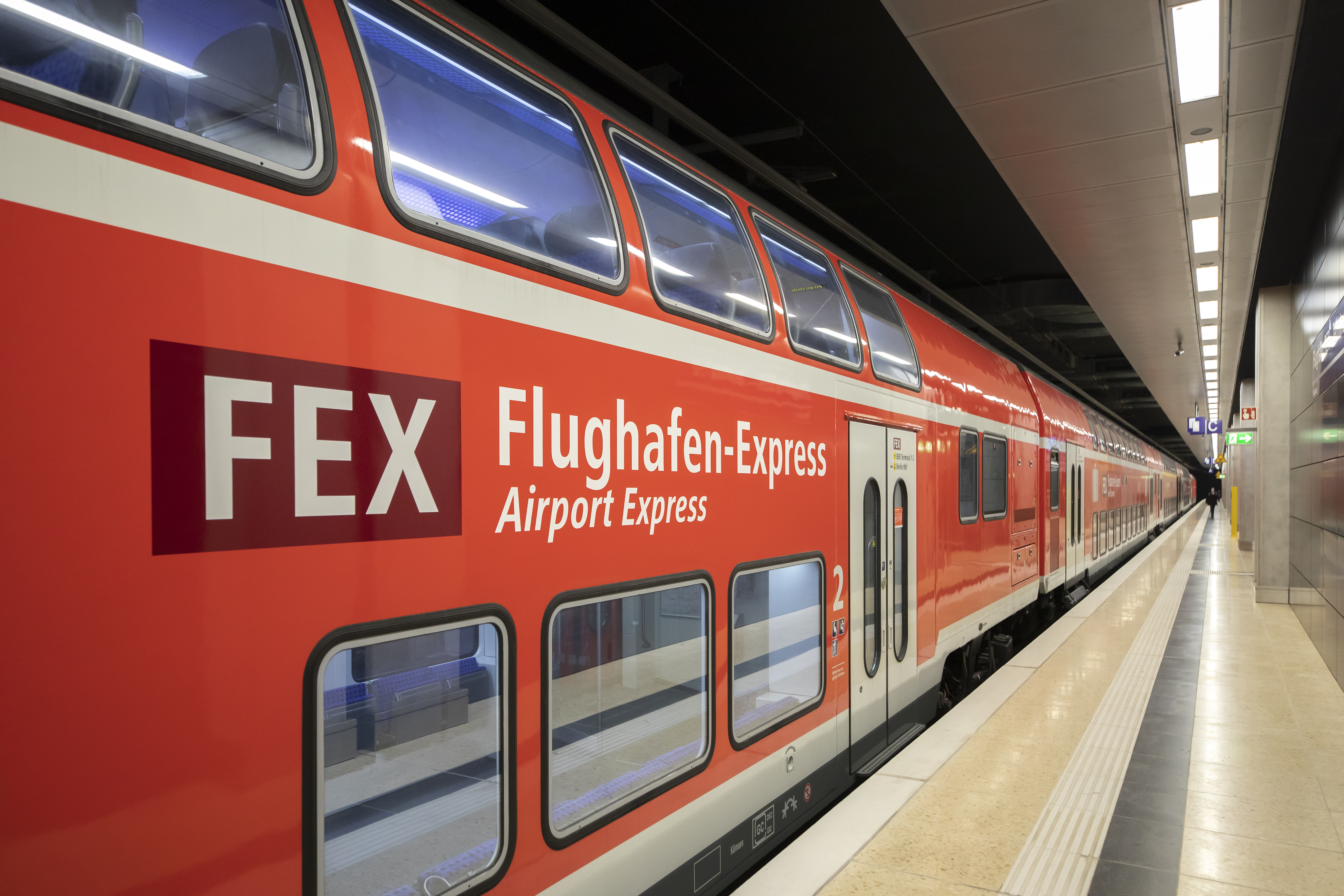
Expresståg
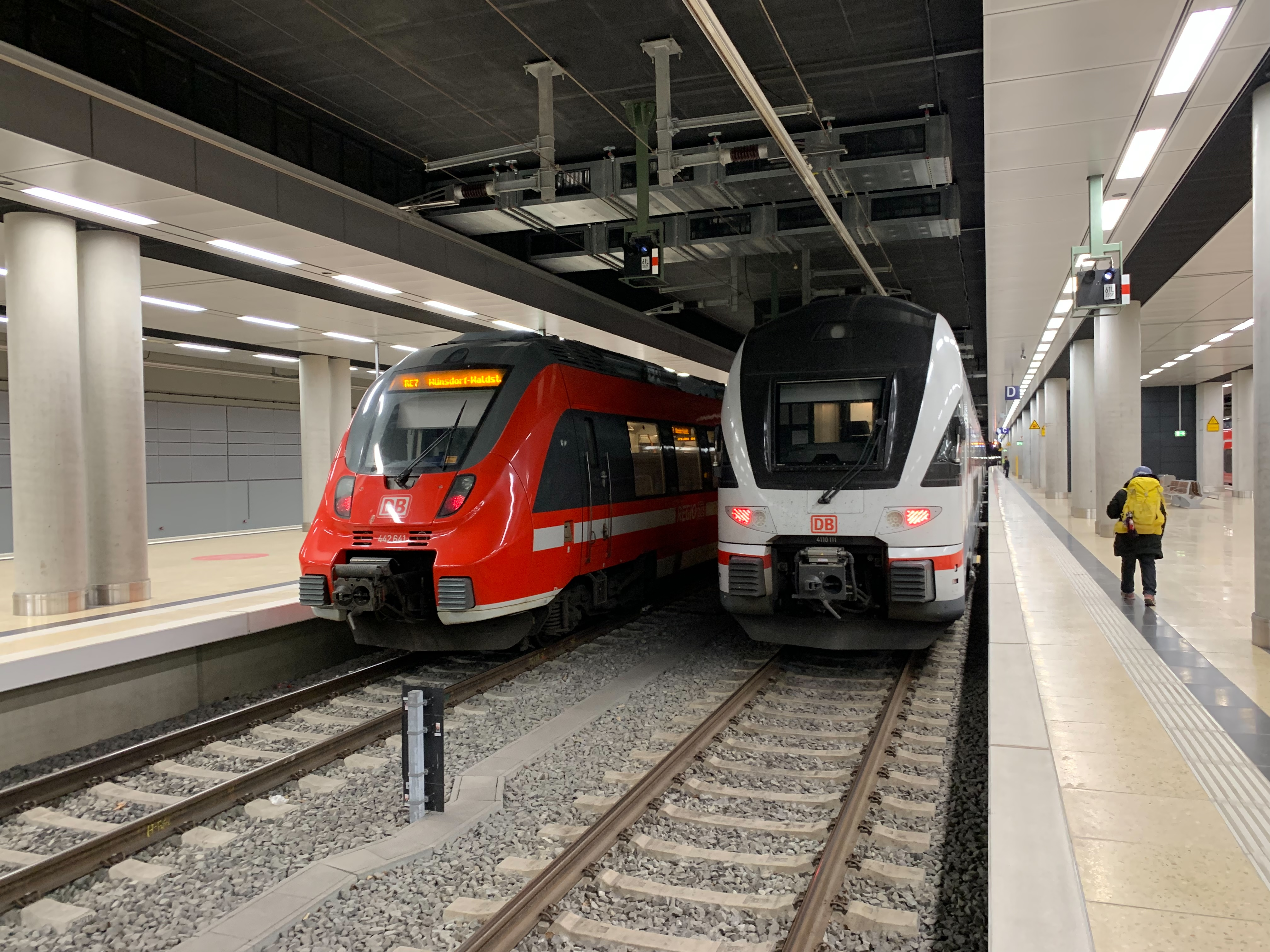
Regionaltåg och fjärrtåg
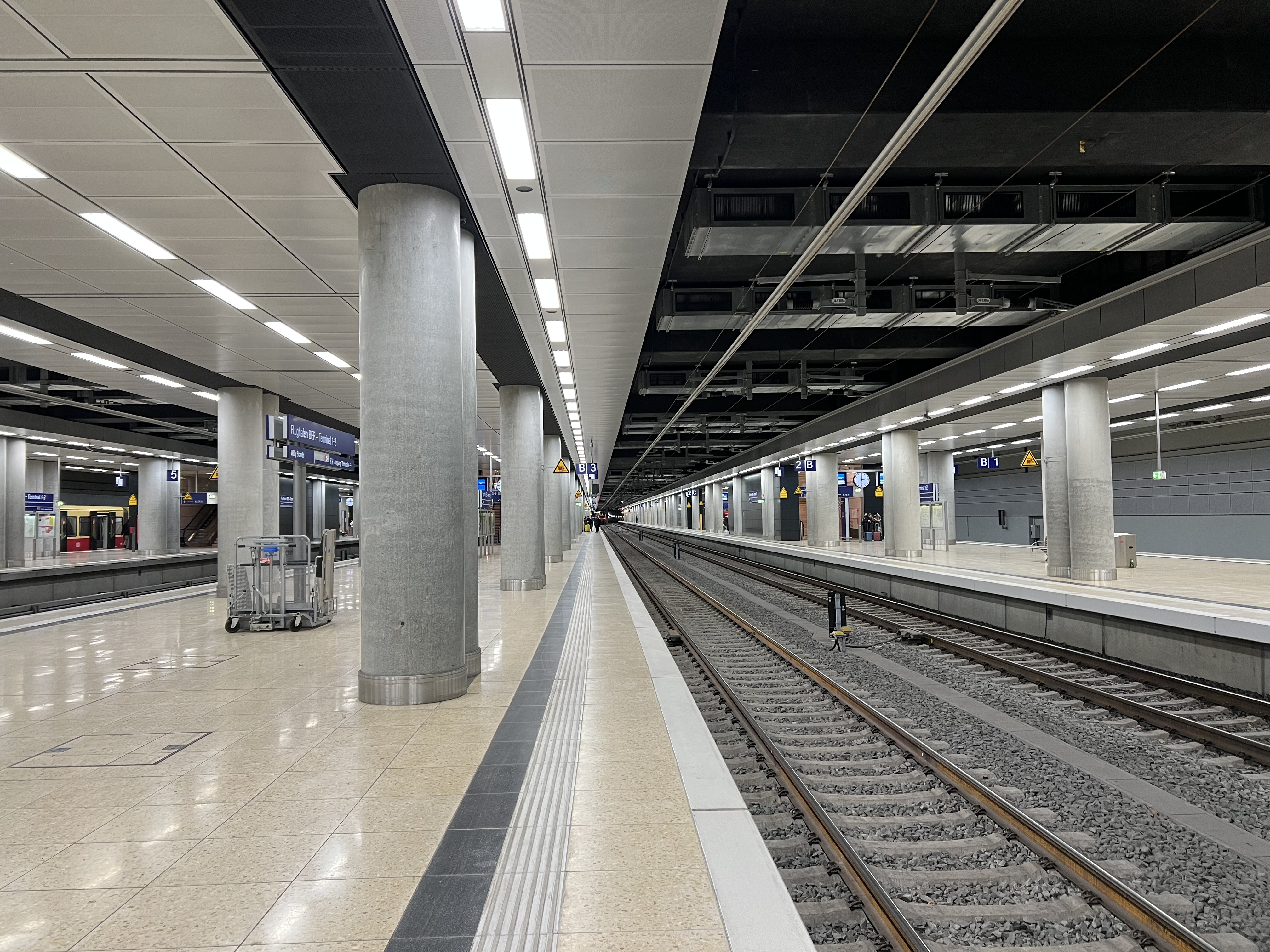
6 spår varav 2 för pendeltåg

| Linje | Sträcka |
| ----- | --- |
| FEX   | Flughafen BER – Ostkreuz – Gesundbrunnen - Berlin Hauptbahnhof                                                     |
| RE8   | Wünsdorf-Waldstadt – Flughafen BER – Alexanderplatz – Berlin Hauptbahnhof – Zoologischer Garten – Spandau – Wismar |
| RB22  | Königs Wusterhausen – Flughafen BER – Golm – Potsdam Hbf                                                           |
| RB23  | Flughafen BER – Alexanderplatz – Berlin Hauptbahnhof – Zoologischer Garten – Potsdam Hbf – Golm                    |
| S45   | Flughafen BER – Neukölln – Hermannstrasse – Südkreuz                                                               |
| S9    | Flughafen BER – Alexanderplatz – Berlin Hauptbahnhof – Zoologischer Garten – Spandau                               |